# لوسین گیگه
لوسین گیگه (فرانسوی: Lucien Guiguet‎؛ زادهٔ ۲۶ سپتامبر ۱۹۴۲) ورزشکار پنج‌گانه مدرن اهل فرانسه است.
وی در مسابقات کشوری و بین‌المللی در مجموع برندهٔ ۱ مدال برنز شده‌است.